# هيجيا

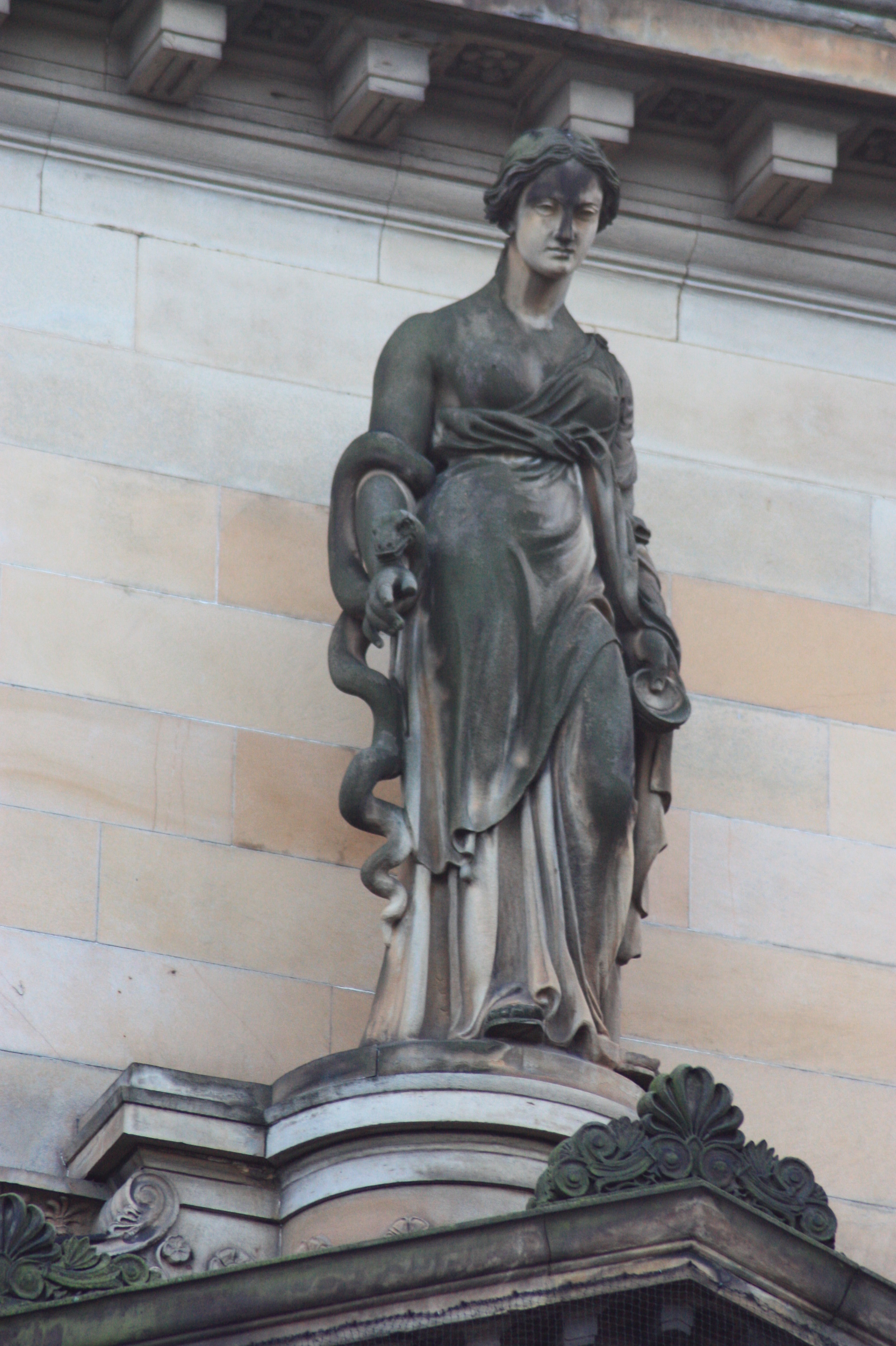
صورة لهيجيا من صنع ألكسندر هانديسايد ريتشي، كلية الطب، منطقة كوين ستريت، إدنبرا

هيجيا (باليونانية: Ὑγιεία)‏، في الأساطير اليونانية والرومانية هي إلهة الصحة الجسدية والعقلية وهي ابنة الإله أسكليبيوس، إله الطب، وإبيون.

## روابط خارجية
- Theoi Project: Hygeia Greek and Latin notices, in translation.
- Chisholm, Hugh, ed. (1911). "Hygieia" . Encyclopædia Britannica (بالإنجليزية) (11th ed.). Cambridge University Press.